# 閃電十一人 阿瑞斯的天秤
《閃電十一人 阿瑞斯的天秤》（又译作）是一部改編自電子遊戲《閃電十一人 英雄們的勝利之路》（遊戲原與動畫同名，後內容大幅修改並更名）的日本动画，原訂於2017年10月播出，後延至2018年4月6日起於日本播出，香港Animax於2018年6月15日開始播放，首天為連播第1至10集及與日本同日播放第11集，其後於2019年8月16日開始在無綫電視翡翠台播放。台灣Animax於2018年10月26日至11月13日播放26集電視動畫。

## 劇情綱要
時間線坐落在第一部作品後的平行世界。雷門中學足球隊在Football Frontier大賽中取得優勝，外星學園並未出現及襲擊雷門中學，FFI世界賽未登場，雷門於親善紀念賽對上西班牙少年聯盟冠軍隊伍，以0比13慘敗，雷門眾人感受到不同次元的強大，為了未來的世界賽，與逼出寄宿著神祕力量的存在和強化全國少年足球總體實力，雷門Football Frontier大賽的奪冠成員全員以強化委員之名義，被分散到各地的國中，此平行世界的中學足球隊必須有贊助商才能營運足球隊。之後，在伊那國島有一群熱愛足球的中學生，因為伊那國中學的校長覺得伊那國島無法繼續追隨足球的熱潮加上毫無經費請贊助商，從而廢止足球部。突然有個神秘贊助商表示，要是他們轉入雷門並且贏過一場的話，就提供伊那國贊助。主人公們認為這是他們最後的機會。為了證明他們對足球的熱忱，決定前往東京入讀雷門中學參加比賽。作品劇情將從三位主要角色稻森明日人、灰崎凌兵、野坂悠馬的視角個別展開，故事將圍繞著阿瑞斯天秤的力量而出發。

## 用語
| 用語                              | 註解 |
| 強化委員 （reinforcement member） | 為了因應來年的世界大賽，少年足球協會主導將明日之星冠軍的雷門成員全數打散至指定學校擔任強化委員一職，借此將雷門精神傳遞出去達到總體實力強化的目的，有強化委員加入的學校實力也飛躍提升，但最主要的目的還是引出尚未出頭卻具有足球的才能與潛力強大的存在。 |
| 贊助商 （Sponsor）                | 因應少年足球人氣過度膨脹而產生的新制度，按照規定每個國中足球社都必定要有一個贊助商，必須要用到大量的資金來營運足球社，所以必須要通過得到贊助商來得到資金，贊助商負責管理選手的一切比賽、健康、練習，如果足球部沒有贊助商，將會被強制廢部。             |
| 十一人手環 （Eleven Band）        | 是每個上場的選手必定戴上的電子錶裝置，可以即時測量運動量、體力狀態、與顯示比賽時間，監督在場外也配有平板電腦，下達的指令也能以文字方式傳達到選手配戴的手環上。                                                                                         |
| 十一人證 （Eleven License）       | 選手與經理人持有的身份證，能當作置物櫃鑰匙，也能當作球賽場地相關人士特別入口的門禁卡，註冊的照片也會被製作成球員卡片販售。 |
| 疊加 （OverRide）                 | 把多個必殺技的重合起來，構成新的必殺技 |
| 阿瑞斯的天秤 （Balance of Ares）  | 一種教育計劃，使用月光電子開發的最新型電腦系統NR2000培養出優秀人才。通過兒童時期的DNA分析，並提供適合該人的教育程序成為優秀的人類，但存在著成為報廢人的危險。                                                                                          |

## 電視動畫

### 製作人員
總監督／原案・系列構成:日野晃博
原作:LEVEL-5
監督:鎌倉由實
人物設定:長野拓造、日下部智津子
美術:荒川政子
作畫監督:日下部智津子
角色設定:池田裕治・中野繭子・井上優子　
音響監督:三好慶一郎・原口昇
音楽:光田康典
動畫製作:OLM

### 各話標題
以下時間以當地時間（日本時間）為準
| 話數 | 日文標題 | 中文標題                 | 香港標題                   | 劇本       | 分鏡                | 演出       | 作畫監督                                                | 總作畫監督        | 日本首播 |
| ---- | -------- | ------------------------ | -------------------------- | ---------- | ------------------- | ---------- | ------------------------------------------------------- | ----------------- | -------- |
| 1    |          | 明日的航行               | 前往明日的航行             | 日野晃博   | 鐮倉由實 島崎奈奈子 | 島崎奈奈子 | 森知鶴 立花希望                                         | 池田裕治          | 04.06    |
| 2    |          | 球場上的惡魔             | 球場上的惡魔               | 日野晃博   | 矢野博之            | 吉本毅     | 石井舞                                                  | 中野繭子          | 04.06    |
| 3    |          | 謎樣的監督 趙金雲        | 神秘領隊趙金雲             | 加藤陽一   | 岩崎知子            | 佐佐木純人 | 川島明子 關本美穂 中島美子                              | 池田裕治 井上優子 | 04.20    |
| 4    |          | 能攻下嗎!難攻不破的要塞  | 能否攻入呢？堅不可摧的要塞 | 加藤陽一   | 博多正壽            | 博多正壽   | 湯川純 武内啓                                           | 中野繭子          | 04.27    |
| 5    |          | 星章學園的黑暗           | 星章學園的黑暗             | 日野晃博   |                     | 近藤一英   | 石動仁 小宮山由美子 本多弘幸                            | 池田裕治          | 05.04    |
| 6    |          | 火焰的王牌射手           | 烈焰的王牌射手             | 大知慶一郎 | 清水聰              | 吉本毅     | 橫山隆 森知鶴                                           | 中野繭子          | 05.11    |
| 7    |          | 開始出現的光芒           | 開始看到的光               | 加藤陽一   | 矢野博之            | 岩月甚     | 石井舞 西川繪奈                                         | 井上優子          | 05.18    |
| 8    |          | 監督不在的日子           | 領隊不在的日子             | 加藤陽一   | 岩崎知子            | 佐佐木純人 | 川島朋子 關本美穗 油布京子                              | 中野繭子          | 05.25    |
| 9    |          | 總帥 影山零治的奇策      | 總帥影山零治的奇計         | 大知慶一郎 | 矢野博之            | 岩田義彥   | 湯川純 渡部由紀子                                       | 池田裕治          | 06.01    |
| 10   |          | 激鬥! 皇帝企鵝VS北極熊!! | 激戰！皇帝企鵝對北極熊     | 日野晃博   | 島崎奈奈子          | 島崎奈奈子 | 橫山隆                                                  | 井上優子          | 06.08    |
| 11   |          | 決戰前夕 明日人的決心    | 決戰前夕，明日人的決心     | 大知慶一郎 |                     | 近藤一英   | 小宮山由美子 石動仁 本多弘幸                            | 池田裕治          | 06.15    |
| 12   |          | 燃燒的灰崎               | 燃燒的灰崎                 | 加藤陽一   | 博多正壽            | 博多正壽   | 石井舞 森知鶴                                           | 中野繭子          | 06.22    |
| 13   |          | 壯絶!嵐的最後階段!!      | 壯烈！風暴的最後階段       | 日野晃博   | 清水聰              | 吉本毅     | 渡部由紀子 服部憲知                                     | 井上優子          | 06.29    |
| 14   |          | 月光的皇帝               | 月光的皇帝                 | 日野晃博   | 岩崎知子            | 佐藤和磨   | 金田榮二 藤優子                                         | 池田裕治          | 07.06    |
| 15   |          | 皇帝的苦惱               | 皇帝的苦惱                 | 日野晃博   | 中川聰              | 島崎奈奈子 | 湯川純 宮山瑠美 服部憲知                                | 中野繭子          | 07.13    |
| 16   |          | 雪原的雙王子             | 雪原的雙王子               | 大知慶一郎 | 清水聰              | 吉本毅     | 關本美穗 早乙女啓 酒井強至 武内啓 小宮山由美子 村田陽祐 | 井上優子          | 07.20    |
| 17   |          | 爆裂!雪姫大作戰!         | 爆裂！雪姬大作戰！         | 大知慶一郎 | 矢野博之            |            | 橫山隆 齊藤香 酒井強至 村田陽祐 秋元勇一                | 池田裕治          | 07.27    |
| 18   |          | 陽光育幼院的夢           | 太陽之家的夢想             | 加藤陽一   | 中川聰              | 近藤一英   | 小宮山由美子 石動仁 Lee Sang jin Jung Chul Gyo          | 中野繭子          | 08.03    |
| 19   |          | 究極的個人技             | 究極的個人技術             | 加藤陽一   | 岩崎知子            | 吉本毅     | 渡部由紀子 森知鶴                                       | 井上優子          | 08.10    |
| 20   |          | 必殺奧義，它的名字是...  | 必殺秘訣，它的名字是…      | 大知慶一郎 | 博多正壽            | 博多正壽   | 石井舞 猿渡聖加                                         | 池田裕治          | 08.17    |
| 21   |          | 支離破碎的十一人         | 四分五裂的十一人           | 加藤陽一   |                     | 柳賴雄之   | 服部憲知 Park Myong hwan Song Hyun ju Lee Kawan woo     | 中野繭子          | 08.24    |
| 22   |          | 傳說的隊長               | 傳說中的隊長               | 日野晃博   | 中川聰              | 山口賴房   | 金田榮二 二宮奈那子                                     | 井上優子          | 08.31    |
| 23   |          | 超越傳說吧!              | 超越傳說吧！               | 大知慶一郎 | 清水聰              | 島崎奈奈子 | 加藤壯 橫山隆                                           | 池田裕治          | 09.07    |
| 24   |          | 野坂的宣戰布告           | 野坂的宣戰聲明             | 日野晃博   | 岩崎知子            | 近藤一英   | 小宮山由美子 石動仁 Lee Sang jin Jung Chul Gyo          | 中野繭子          | 09.14    |
| 25   |          | 衝突的足球!!             | 激烈衝突的足球！           | 日野晃博   | 矢野博之            | 吉本毅     | 湯川純 元廣和惠 酒井強至 宍戶久美子                     | 池田裕治          | 09.21    |
| 26   |          | 頂点到短跑!              | 衝上頂点！                 | 日野晃博   | 博多正壽            | 平向智子   | 服部憲知 早乙女啓 關本美穗                              | 井上優子          | 09.28    |

| 話數 | 今日格言                                                                   |
| ---- | -------------------------------------------------------------------------- |
| 1    | 足球不會離你而去，只要你需要它，它就會一直在那裡。（稻森明日人）           |
| 2    | 只要不放棄，就一定還有機會。（稻森明日人）                                 |
| 3    | 飯要大家一起吃才會香。（海腹紀香）                                         |
| 4    | 如果前方看不到前進的路，就去看看相反的方向吧！（豪炎寺修也）               |
| 5    | 不管戰鬥多麼艱苦，最後勝利的會是我們。（鬼道有人）                         |
| 6    | 面對球門，十一人的心緊緊聯系在一起，這就是聯攜。（野坂悠馬）               |
| 7    | 好好掙開眼看看，通往勝利的道路已經一目了然。（灰崎凌兵）                   |
| 8    | 拼命努力的話，就能把寶藏吸引過來，勝利也是如此。（海腹紀香）               |
| 9    | 人生是沒有簡單模式的。（趙金雲）                                           |
| 10   | 我可是一本正經的想戰鬥的，和那幫眼中綻放著光芒的一群噁心的人。（不動明王） |
| 11   | 在比賽開始之前，首先氣勢不能輸給對方。（稻森明日人）                       |
| 12   | 只要足夠努力，人能夠去往任何地方。（萬作雄一郎）                           |
| 13   | 每個人都會面臨絕對不能失敗的時刻，對我們來說，那就是現在!（灰崎凌兵）      |
| 14   | 目標不一定都是高高在上的存在。（水神矢成龍）                               |
| 15   | 真正重要的並不是勝負，即使輸了也能有所收獲。（亞風爐照美）                 |
| 16   | 就算不順心，大家也要攜手前行，這才是足球!（稻森明日人）                    |
| 17   | 最後進球的才是王牌射手。（吹雪敦也）                                       |
| 18   | 酒在特訓裡的熱血是不會背叛我們的。（剛陣鐵之助）                           |
| 19   | 逆境乃是磨練自己的最好機會。（砂木沼治）                                   |
| 20   | 與伙伴們齊心協力，一起向著更高遠的目標奮鬥，這就是足球!（基山辰也）        |
| 21   | 只要不斷努力，總有一日會被人認同。（神門杏奈）                             |
| 22   | 你，只需要成為有自己特色的隊長就好。（圓堂守）                             |
| 23   | 各位，以後再一起踢球吧！（圓堂守）                                         |
| 24   | 能打開自己未來的路的，沒有別人，就是自己。（野坂悠馬）                     |
| 25   | 我們踢球，不是為了讓對手輸掉，而是為了溝通我們的心意。（稻森明日人）       |
| 26   | 真正的男人，越到關鍵時刻就越能超越極限。（剛陣鐵之助）                     |

| 翡翠台 星期四、五 17:20－17:50 節目 2019年8月22日及11月1日臨時節目調動暫停播映 | 翡翠台 星期四、五 17:20－17:50 節目 2019年8月22日及11月1日臨時節目調動暫停播映 | 翡翠台 星期四、五 17:20－17:50 節目 2019年8月22日及11月1日臨時節目調動暫停播映 |
| ------------------------------------------------------------------------------ | ------------------------------------------------------------------------------ | ------------------------------------------------------------------------------ |
|                                                                                | 閃電十一人 阿瑞斯的天秤 （2019年8月16日－11月21日）                            |                                                                                |
| 新幹線戰士                                                                     | 忍者亂太郎（XXIII） 第23輯                                                     |                                                                                |
| 翡翠台 星期一至五 15:45－16:15 節目 2021年10月6日臨時節目調動暫停播映          |                                                                                |                                                                                |
| 麵包超人 重播，第1185－1236集                                                  | 閃電十一人 阿瑞斯的天秤 重播 （2021年9月13日－10月19日）                       | 閃電十一人 獵戶座的刻印 重播                                                   |

## 主題曲

#### 片頭曲
（第1話 - 第25話）
作詞：高木貴司，作曲、编曲：菊谷知樹，主唱：pugcat's

#### 片尾曲
（第2話 - 第25話）
作詞・作曲：つんく，编曲：菊谷知樹，主唱：alom

## 閃電十一人 Reloaded
“閃電十一人 Reloaded”是「閃電十一人 阿瑞斯的天秤」的前傳，當雷門隊對西班牙冠軍巴塞隆納寶玉進行友誼賽，因實力差距過大而慘敗，27集成為前作(另一個時空中)的劇情分支。首次公開放映於2018年1月21日“閃電十一人復活”的活動上。

### 製作人員
總監督／原案・系列構成:日野晃博
原作:LEVEL-5
監督:鎌倉由實
人物設定:長野拓造
美術:守安靖尚
作畫監督:日下部智津子
角色設定:池田裕治・中野繭子・井上優子
音響監督:三好慶一郎・原口昇　
音楽:光田康典
動畫製作:OLM

### 各話標題
| 話數   | 日文標題 | 中文標題   | 劇本     | 分鏡              | 演出   | 作畫監督                    | 總作畫監督        | 日本首播   | 今天的格言                                                       |
| ------ | -------- | ---------- | -------- | ----------------- | ------ | --------------------------- | ----------------- | ---------- | ---------------------------------------------------------------- |
| 第27話 |          | 足球的改革 | 日野晃博 | 鐮倉由實 岩崎知子 | 岩月甚 | 武内啓、中嶋忠二 渡部由紀子 | 中野繭子 池田裕治 | 2018 04.05 | 勉強笑聲， 那尷尬之明顯， 要拒絕， 也要拒絕得有手腕。 (響木正剛) |

### 主題曲

#### 片頭曲

作詞・作曲：山崎徹、编曲：菊谷知樹、主唱：pugcat's

#### 片尾曲

作詞：、作曲：青木隆、编曲：菊谷知樹、主唱：kicks

## 漫畫
《閃電十一人 阿瑞斯的天秤》
作者:。日本快樂快樂月刊2018年2月号開始連載。
《閃電十一人 阿瑞斯的天秤 〜企鵝的繼承者〜》
作者:薮野展也。2018年4月6日開始發布。

## 小說
於發售
『小說 閃電十一人 阿瑞斯的天秤』
作者:。日本2018年5月30日開始發售。目前2巻。

## 閃電十一人 外傳（Outer Code）
本篇播出前的官方網路外傳。

### 製作人員
總監督／原案・系列構成:日野晃博
原作:LEVEL-5
監督:鎌倉由實
人物設定:長野拓造
美術:高尾克己
作畫監督:日下部智津子
角色設定:池田裕治・中野繭子・井上優子
音響監督:三好慶一郎・原口昇　
音楽:光田康典
動畫製作:OLM

### 各話標題
| 話數    | 日文標題 | 中文標題           | 分鏡     | 演出       | 作畫監督         | 總作畫監督   |
| ------- | -------- | ------------------ | -------- | ---------- | ---------------- | ------------ |
| Story 1 |          | 士郎與敦也         | 鎌倉由實 | 鎌倉由實   | 三井麻未         | 池田裕治     |
| Story 2 |          | 陽光幼兒園的光與影 | 鎌倉由實 | 鎌倉由實   | 池田裕治         | 池田裕治     |
| Story 3 |          | 帝國學園的新監督   | 鎌倉由實 | 鎌倉由實   | 橋本千絵         | 日下部智津子 |
| Story 4 |          | 我不是神           | 鎌倉由實 | 鎌倉由實   | 齋藤香、立花希望 | 池田裕治     |
| Story 5 |          | K的餐桌            | 鎌倉由實 | 島崎奈々子 | 齋藤香、松浦仁美 | 池田裕治     |
| Story 6 |          | 刺刺祭             | 鎌倉由實 | 吉本穀     | 齋藤香、元廣和恵 | 池田裕治     |

## 街機遊戲
『閃電十一人 AC 夢想之戰』
多美股份有限公司於2018年9月27日在日本開始運營的街機遊戲。

## 外部連結
- 「閃電十一人 戰神的天秤」官方網站 （页面存档备份，存于）（日語）
- 閃電十一人世界 （页面存档备份，存于）
- 閃電十一人 AC 官方網站 （页面存档备份，存于）
- 「閃電十一人」系列官方的X（前Twitter）（日語）
- 「閃電十一人」系列官方的Facebook專頁